# Danza sportiva ai Giochi mondiali 2022 - Standard
La gara di danza sportiva standard ai Giochi mondiali 2022 si è svolta dal 7 all'8 luglio 2022 a Birmingham.

## Risultati

### Qualificazioni
| Rank | Atleta                                             | Waltz | Tango | Waltz viennese | Slox Foxtrot | Quickstep | Punteggio Totale | Note |
| ---- | -------------------------------------------------- | ----- | ----- | -------------- | ------------ | --------- | ---------------- | ---- |
| 1    | Ieva Zukauskaite & Evaldas Sodeika                 | 38.50 | 38.75 | 38.50          | 38.75        | 38.75     | 193.25           | Q    |
| 2    | Debora Pacini & Francesco Galluppo                 | 38.33 | 38.33 | 38.33          | 38.67        | 38.33     | 192.00           | Q    |
| 3    | Veronika Golodneva & Vaidotas Lacitis              | 37.00 | 36.33 | 36.83          | 36.92        | 36.50     | 183.58           | Q    |
| 4    | Signe Busk & Dmitri Kolobov                        | 36.00 | 36.00 | 36.08          | 36.58        | 36.67     | 181.33           | Q    |
| 5    | Violetta Fainsil & Tomas Fainsil                   | 36.33 | 35.67 | 36.17          | 36.25        | 36.17     | 180.58           | Q    |
| 6    | Madara Freiberga & Dariusz Krzysztof Mycka         | 35.95 | 35.95 | 36.03          | 35.83        | 35.75     | 179.52           | Q    |
| 7    | Andreea Emilia Matei & Rares Cojoc                 | 35.58 | 35.33 | 35.58          | 35.92        | 35.92     | 178.33           | Q    |
| 8    | Justyna Mozdzonek & Mateusz Brzozowski             | 35.17 | 34.92 | 34.17          | 35.17        | 35.25     | 174.67           | Q    |
| 9    | Edgaras Baltaragis & Indre Kucinskaite             | 33.50 | 34.00 | 34.50          | 34.50        | 34.08     | 170.58           | Q    |
| 10   | Agata Brychcy & Bartlomiej Szkutnik                | 33.67 | 34.33 | 33.92          | 34.08        | 34.42     | 170.42           | Q    |
| 11   | Anna Sheedy & Alexander Munteanu                   | 33.50 | 33.50 | 33.83          | 33.83        | 33.58     | 168.25           | Q    |
| 12   | Anna Angelika Jaglinska-Sciamanna & Eros Sciamanna | 33.58 | 33.42 | 32.92          | 34.17        | 33.92     | 168.00           | Q    |
| 13   | Chongxuan Qi & Shaoyang Yuan                       | 32.83 | 33.50 | 33.42          | 33.75        | 33.75     | 167.25           | Q    |
| 14   | Marta Mozdyniewicz & Piotr Paszewski               | 32.77 | 33.92 | 32.83          | 33.75        | 33.68     | 166.95           | Q    |
| 15   | Valeriia Dorofei & Dmytro Yevtyeryev               | 32.50 | 32.67 | 32.90          | 34.17        | 33.25     | 165.48           |      |
| 16   | Xiaotong Zou & Yi Liu                              | 33.33 | 32.83 | 33.08          | 32.92        | 33.17     | 165.33           |      |
| 17   | Silvia Susanne Barjabin & Ilia Rotar               | 32.25 | 32.83 | 32.50          | 33.42        | 33.17     | 164.17           |      |
| 18   | Sakina Onishi & Hiroaki Onishi                     | 31.92 | 31.83 | 31.83          | 31.92        | 31.92     | 159.42           |      |
| 19   | Anna Jonczyk & Denis Matveev                       | 30.87 | 30.67 | 30.83          | 30.92        | 30.58     | 153.87           |      |

### Semifinale
| Rank | Atleta                                             | Samba | Cha cha cha | Rumba | Paso Doble | Jive  | Punteggio Totale | Note |
| ---- | -------------------------------------------------- | ----- | ----------- | ----- | ---------- | ----- | ---------------- | ---- |
| 1    | Ieva Zukauskaite & Evaldas Sodeika                 | 38.67 | 38.83       | 38.67 | 38.83      | 38.67 | 193.67           | Q    |
| 2    | Debora Pacini & Francesco Galluppo                 | 38.50 | 38.50       | 38.50 | 38.58      | 38.58 | 192.67           | Q    |
| 3    | Veronika Golodneva & Vaidotas Lacitis              | 37.08 | 36.92       | 36.92 | 37.17      | 36.67 | 184.75           | Q    |
| 4    | Violetta Fainsil & Tomas Fainsil                   | 36.42 | 36.58       | 36.58 | 36.50      | 36.67 | 182.75           | Q    |
| 5    | Signe Busk & Dmitri Kolobov                        | 35.75 | 36.42       | 36.25 | 36.42      | 36.50 | 181.34           | Q    |
| 6    | Andreea Emilia Matei & Rares Cojoc                 | 36.25 | 36.00       | 35.75 | 36.08      | 36.17 | 180.25           | Q    |
| 7    | Madara Freiberga & Dariusz Krzysztof Mycka         | 35.75 | 35.83       | 35.67 | 35.92      | 35.50 | 178.67           |      |
| 8    | Justyna Mozdzonek & Mateusz Brzozowski             | 34.58 | 34.92       | 34.75 | 34.75      | 34.83 | 173.83           |      |
| 9    | Edgaras Baltaragis & Indre Kucinskaite             | 34.25 | 34.17       | 34.00 | 34.25      | 34.33 | 171.00           |      |
| 10   | Agata Brychcy & Bartlomiej Szkutnik                | 33.75 | 34.00       | 34.17 | 34.17      | 33.83 | 169.92           |      |
| 11   | Chongxuan Qi & Shaoyang Yuan                       | 33.67 | 34.17       | 33.92 | 33.92      | 33.83 | 169.50           |      |
| 12   | Anna Angelika Jaglinska-Sciamanna & Eros Sciamanna | 34.08 | 33.67       | 33.50 | 33.75      | 33.42 | 168.42           |      |
| 13   | Anna Sheedy & Alexander Munteanu                   | 33.42 | 33.33       | 33.33 | 33.25      | 34.00 | 167.33           |      |
| 14   | Marta Mozdyniewicz & Piotr Paszewski               | 33.67 | 33.33       | 33.42 | 33.33      | 33.25 | 167.00           |      |

### Finale
| Rank | Atleta                                | Samba | Cha cha cha | Rumba | Paso Doble | Jive  | Punteggio Totale |
| ---- | ------------------------------------- | ----- | ----------- | ----- | ---------- | ----- | ---------------- |
| 1    | Ieva Zukauskaite & Evaldas Sodeika    | 38.92 | 39.08       | 39.08 | 39.50      | 39.00 | 195.58           |
| 2    | Debora Pacini & Francesco Galluppo    | 38.67 | 38.67       | 38.88 | 39.04      | 38.75 | 194.00           |
| 3    | Veronika Golodneva & Vaidotas Lacitis | 37.28 | 37.54       | 37.46 | 38.08      | 37.25 | 187.62           |
| 4    | Violetta Fainsil & Tomas Fainsil      | 36.58 | 36.88       | 36.67 | 36.88      | 36.42 | 183.41           |
| 5    | Signe Busk & Dmitri Kolobov           | 36.58 | 36.33       | 36.83 | 36.79      | 36.58 | 183.13           |
| 6    | Andreea Emilia Matei & Rares Cojoc    | 36.50 | 36.46       | 36.58 | 36.67      | 36.50 | 182.71           |